# قصر أكني
قصر أكني هو قصرٌ (قريةٌ محصنة) في المغرب، يقعُ في منطقة تامكروت. بني هذا القصر بتقنية التربة المدكوكة، حيثُ استعمل فيه الطين. تبلغ مساحته 1.08 هكتار.